# 寶圓
寶圓（1928年11月6日—2020年1月5日），全名阮福寶圓（Nguyễn Phước Bửu Viên），越南共和國政治人物，曾出任越南共和國內務部長。

## 生平
1928年11月6日，寶圓出生於順化。:918他出身于阮朝宗室第二正系，是明命帝第52子奠国公阮福綿㝭的后裔，祖父是綿㝭之子洪圃（Hường Phố），父亲是洪圃之子膺因（Ưng Nhơn）。
1957年，寶圓畢業於國家行政學院。:9181960年獲得美國密歇根州立大學經濟學文學碩士學位。:918寶圓也是國家行政學院和密歇根州立大學兩個學校校友會的成員。:918
1973年起，寶圓擔任陳善謙總理的總理府部長。:918
1975年4月14日，阮伯瑾總理組成內閣，寶圓擔任內務部長。4月30日，越南共和國滅亡。
2020年1月5日，在美国弗吉尼亚州费尔法克斯县尚蒂利去世。

## 個人生活
寶圓是佛教徒，已婚，有7個子女（1974年）。:918